# Polana (tarnawska silska rada)
Polana (ukr. Поляна) – wieś w rejonie samborskim (wcześniej w rejonie starosamborskim) obwodu lwowskiego Ukrainy. Miejscowość liczy około 240 mieszkańców. Leży nad rzeką Jasenka. Podlega tarnawskiej silskiej radzie.
W 1921 liczyła około 421 mieszkańców. Przed II wojną światową należała do powiatu dobromilskiego w województwie lwowskim. Stanowiła przejściowo wspólną gminę jednostkową z Michową o nazwie „Michowa Polana”.

## Ważniejsze obiekty
- Cerkiew greckokatolicka